# Auftragsfreigabe
Auftragsfreigabe ist eine notwendige Aktivität im Rahmen der Produktionsplanung und -steuerung, um das geplante Produktionsprogramm in tatsächliche und 'machbare' Produktionsaufträge zu überführen. Sie bildet den Übergang von der Planungs- oder Steuerungsphase zur eigentlichen operativen Durchführungsphase. Vor der Freigabe der nächsten anstehenden Aufträge wird die Verfügbarkeit aller benötigten Ressourcen überprüft wie Material, (Rohmaterial, Teile, Baugruppen), Werkzeuge, Transportmittel, Maschinen und geeignetes Personal (Verfügbarkeitsprüfung). Erst wenn alle erforderlichen Ressourcen zur Verfügung stehen, wird der Auftrag zur Ausführung freigegeben.
Als Übergang von der Planung zum Beginn der Realisierung ist sie von besonderer Bedeutung, weil während der Planung Änderungen wie geänderter Bedarf, Termin- oder Mengenänderungen, Berücksichtigung von Änderungen an Produktionsmitteln wesentlich einfacher in einer neuen Planung berücksichtigt werden können als nach der Auftragsfreigabe eines Auftrags, wenn Auftragsunterlagen bereits erstellt, das Ausgangsmaterial bereits entnommen und der erste Arbeitsvorgang bereits begonnen oder sogar schon abgeschlossen wurde.
Die nach Priorität sortierten, mittelfristig geplanten Aufträge periodisch werden hinsichtlich des Eintreffen des geplanten Ende-/Starttermins überprüft. Im Falle eines rechtzeitig möglichen Starttermins werden die Aufträge (nach der Verfügbarkeitsprüfung) auf den Status „freigegeben“ gesetzt und alle dafür benötigten Ressourcen auftragsbezogen reserviert. Es gibt hierfür unterschiedliche Verfahren. Entweder wird die Verfügbarkeit nur auf den Freigabetermin hin untersucht oder bis auf einen mehr oder weniger langen Zeitraum zwischen Freigabe und tatsächlichem Start, d. h., es wird auch eine zu erwartende, weil geplante Verfügbarkeit einbezogen. Man spricht deshalb auch von statischer und dynamischer Auftragsfreigabe.
Ein besonderes Verfahren der Auftragsfreigabe ist die belastungsorientierte Auftragsfreigabe, die den Belangen der Fertigungssteuerung eher gerecht werden soll, weniger den Belangen der Planung mit ihren zwangsläufigen Unwägbarkeiten.
Kanban ist eine Form der Auftragsfreigabe nach dem Pull-Prinzip. Sie stößt Aufträge der Vorstufe abhängig vom tatsächlichen Bedarf der nachgelagerten, verbrauchenden Stelle. Die operative Steuerung und Kommunikation zwischen den beteiligten Stellen läuft über eine (physische oder elektronische) Pendelkarte. Bei diesem Verfahren wird die Verfügbarkeit vorausgesetzt und nicht überprüft.